# Arlington, Kansas
Arlington är en ort i Reno County i Kansas. Orten har fått namn efter Arlington Heights i Massachusetts. Vid 2010 års folkräkning hade Arlington 473 invånare.